# Біг-Флетс (переписна місцевість, Нью-Йорк)
Біг-Флетс (англ. Big Flats) — переписна місцевість (CDP) в США, в окрузі Чеманг штату Нью-Йорк. Населення — 5555 осіб (2020).

## Географія
Біг-Флетс розташований за координатами 42°9′49″ пн. ш. 76°54′31″ зх. д. / 42.16361° пн. ш. 76.90861° зх. д. (42.163617, -76.908739).  За даними Бюро перепису населення США в 2010 році переписна місцевість мала площу 42,42 км², з яких 42,22 км² — суходіл та 0,20 км² — водойми.

## Демографія
Згідно з переписом 2010 року, у переписній місцевості мешкало 5277 осіб у 2126 домогосподарствах у складі 1545 родин. Густота населення становила 124 особи/км².  Було 2244 помешкання (53/км²).
Расовий склад населення:
| - 94,1 % — білих - 2,9 % — азіатів - 1,5 % — чорних або афроамериканців - 0,2 % — корінних американців |

До двох чи більше рас належало 1,0 %. Частка іспаномовних становила 1,2 % від усіх жителів.
За віковим діапазоном населення розподілялося таким чином: 22,4 % — особи молодші 18 років, 57,0 % — особи у віці 18—64 років, 20,6 % — особи у віці 65 років та старші. Медіана віку мешканця становила 45,7 року. На 100 осіб жіночої статі у переписній місцевості припадало 97,6 чоловіків;  на 100 жінок у віці від 18 років та старших — 93,2 чоловіків також старших 18 років.
Середній дохід на одне домашнє господарство  становив 80 863 долари США (медіана — 65 269), а середній дохід на одну сім'ю — 99 345 доларів (медіана — 96 417). Медіана доходів становила 60 795 доларів для чоловіків та 60 897 доларів для жінок. За межею бідності перебувало 5,5 % осіб, у тому числі 1,8 % дітей у віці до 18 років та 6,5 % осіб у віці 65 років та старших.
Цивільне працевлаштоване населення становило 2583 особи. Основні галузі зайнятості: освіта, охорона здоров'я та соціальна допомога — 27,1 %, виробництво — 14,8 %, роздрібна торгівля — 10,9 %, будівництво — 9,7 %.